# Umberto Eco
Umberto Eco OMRI (phát âm tiếng Ý: [umˈbɛrto ˈɛko]; sinh ngày 5 tháng 1 năm 1932 – mất ngày 19 tháng 2 năm 2016) là một triết gia, nhà văn, nhà phê bình và một nhà ký hiệu học người Ý. Tên tuổi ông được biết đến nhờ cuốn tiểu thuyết đầu tay của mình, Tên của đóa hồng (1980). Những cuốn tiểu thuyết khác của ông còn có thể kể đến Con lắc của Foucault, Hòn đảo ngày xưa, Baudolino (2000), Ngọn lửa bí ẩn của nữ hoàng Loana (2004) và Nghĩa địa Praha (2010). Ngoài ra, ông còn viết sách cho trẻ em cùng nhiều văn bản học thuật và bài luận khác.
Ông là người sáng lập ra Dipartimento di Comunicazione ở Đại học Cộng hoà San Marino, trưởng khoa Scuola Superiore di Studi Umanistici, Đại học Bologna, thành viên của Accademia dei Lincei (từ tháng 11 năm 2010) và là thành viên danh dự của Kellogg College, đại học Oxford.

## Tác phẩm

### Tiểu thuyết
| Tên tác phẩm                            | Năm xuất bản | Tên tiếng Việt                    | Năm xuất bản                          |
| --------------------------------------- | ------------ | --------------------------------- | ------------------------------------- |
| Il nome della rosa                      | 1980         | Tên của đoá hồng                  | 1989 (NXB Trẻ) 2013 (Công ty Nhã Nam) |
| Il pendolo di Foucault                  | 1988         | Con lắc của Foucault              | __                                    |
| L'isola del giorno prima                | 1994         | Hòn đảo ngày xưa                  | __                                    |
| Baudolino                               | 2000         | Baudolino                         | __                                    |
| La misteriosa fiamma della regina Loana | 2004         | Ngọn lửa bí ẩn của nữ hoàng Loana | __                                    |
| Il cimitero di Praga                    | 2010         | Nghĩa địa Praha                   | 2014 (Công ty Nhã Nam)                |
| Numero zero                             | 2015         | Số không                          | 2016 (Công ty Nhã Nam)                |

### Phi hư cấu
- La ricerca della lingua perfetta nella cultura europea (1993)
- Il problema estetico in San Tommaso (1956)

tạm dịch sang tiếng Việt Mỹ học của Tommaso d'Aquino
- "Sviluppo dell'estetica medievale", in Momenti e problemi di storia dell'estetica (1959)

tạm dịch sang tiếng Việt Hội họa và thẩm mỹ thời Trung cổ
- Opera aperta (1962)
- Diario Minimo (1963)
- Apocalittici e integrati (1964)
- Le poetiche di Joyce (1965)
- La Struttura Assente (1968)
- Il costume di casa (19738)
- Trattato di semiotica generale (19758)
- Il Superuomo di massa (1976)
- Dalla periferia dell'impero (1977)
- Lector in fabula (1979)
- The Role of the Reader: Explorations in the Semiotics of Texts (1979 – ấn bản tiếng Anh còn có các bài văn Opera aperta, Apocalittici e integrati, Forme del contenuto (1971), Il Superuomo di massa, Lector in Fabula).
- Sette anni di desiderio (1983)
- Postille al nome della rosa (1983)

tạm dịch tiếng Việt Tái bút cho Tên của đoá hồng
- Semiotica e filosofia del linguaggio (1984)

tạm dịch tiếng Việt Ký hiệu học và triết lý ngôn ngữ
- De Bibliotheca (1986)
- I limiti dell'interpretazione (1990)
- Interpretation and Overinterpretation (1992 – đồng tác giả với R. Rorty, J. Culler, C. Brooke-Rose; biên tập bơi S. Collini)
- La ricerca della lingua perfetta nella cultura europea (1993)
- Six Walks in the Fictional Woods (1994)
- Incontro – Encounter – Rencontre (1996)
- In cosa crede chi non crede? (1996 - đồng tác giả Carlo Maria Martini)
- Cinque scritti morali (1997)
- Kant e l'ornitorinco (1997)
- Serendipities: Language and Lunacy (1998)
- How to Travel with a Salmon & Other Essays (1998 – trích một phần từ Il secondo diario minimo, 1994)
- La bustina di Minerva (1999)
- Experiences in Translation, Hội thảo Hội thảo trường đại học Toronto (2000)
- Sulla letteratura, (2003)
- Mouse or Rat?: Translation as negotiation (2003)
- Storia della bellezza (2004)
- A passo di gambero. Guerre calde e populismo mediatico (Bompiani, 2006)
- Storia della bruttezza (Bompiani, 2007)
- Dall'albero al labirinto: studi storici sul segno e l'interpretazione (Bompiani, 2007)
- La Vertigine della Lista (Rizzoli, 2009)
- Costruire il nemico e altri scritti occasionali (Bompiani, 2011)

### Tuyển tập
- Eco, Umberto; Sebeok, Thomas A., biên tập (1984), The Sign of Three: Dupin, Holmes, Peirce, Bloomington, IN: History Workshop, Indiana University Press, ISBN 978-0-253-35235-4 10 bài viết về các phương pháp suy luận của các nhân vật Dupin của Poe, Holmes của Doyle, Peirce và nhiều người khác nữa, 236 trang.

### Sách thiếu nhi
(Minh hoạ bởi Eugenio Carmi)
- La bomba e il generale (1966)
- I tre cosmonauti (1966)
- Gli gnomi di Gnu (1992)

## Bản dịch tiếng Việt
- Tên của đóa hồng, Đặng Thu Hương dịch, TP.HCM: Nhà xuất bản Trẻ, 1989
  - Tên của đóa hồng, Lê Chu Cầu dịch, Hà Nội: Nhà xuất bản Văn học và Công ty CP Văn hóa Truyền thông Nhã Nam, 2013
- Đi tìm sự thật biết cười, Vũ Ngọc Thăng dịch, Hà Nội: Nhà xuất bản Hội nhà văn & Trung tâm Văn hóa và Ngôn ngữ Đông Tây, 2004
- Luận văn Umberto Eco (Dành cho sinh viên ngành Khoa học xã hội), Phạm Nữ Vân Anh dịch, Hà Nội: Nhà xuất bản Lao động và Công ty CP Sách Bách Việt, 2010
- Nghĩa địa Praha, Lê Thúy Hiền dịch, Hà Nội: Nhà xuất bản Văn học và Công ty CP Văn hóa Truyền thông Nhã Nam, 2014
- Con lắc Foucault, Võ Hằng Nga dịch, Nhà xuất bản Văn học và Cty CP Văn hóa truyền thông Nhã Nam, 2016.